# جیجی حدید
جلینا نورا «جیجی» حدید (انگلیسی: Jelena Noura "Gigi" Hadid؛ زادهٔ ۲۳ آوریل ۱۹۹۵) مدل اهل ایالات متحده آمریکا است. وی از دو سالگی با برند گِس وارد عرصه مدلینگ شد و در سال ۲۰۱۴ در لیست ۵۰ مدل برتر از دید وبگاه مدل دات‌کام انتخاب شد.

## زندگی حرفه‌ای
حدید در سال ۲۰۱۱ به صورت جدی وارد عرصه مدلینگ شد و در همان سال، سه بار در کت واکِ فشن شو برند گِس حضور یافت. او تا پایان دوره دبیرستان در لس آنجلس زندگی کرد و پس از آن برای ادامهٔ کار مدلینگ به نیویورک رفت. در سال ۲۰۱۴ جیجی حدید در فهرست ۵۰ مدل برتر وبگاه مدل دات کام انتخاب شد. او در سال ۲۰۱۶ جایزهٔ بهترین مدل سال را از The Fashion Awards دریافت کرد.
حدید با بسیاری از برندها از جمله میبیلین، تامی هیلفیگر، وورساچه، و ویکتوریا سیکرت همکاری داشته‌است.

## زندگی شخصی
پدر جیجی حدید محمد حدید (تبار آمریکایی-فلسطینی) و مادر او یولاندا حدید (تبار هلندی) مدل سابق است. همچنین خواهر بلا حدید و برادر انوار حدید او در صنعت مدلینگ مشغول هستند.
وی در سال ۲۰۱۸ از شریک خود (زین ملک) که از سال ۲۰۱۵ با وی بود جدا شد. پس از آن در سال ۲۰۱۹ تا اواخر آن سال با تایلر کاکمرون دیده شد. اما در سال ۲۰۲۰ با شریک قبلی خود زین ملک دوباره رابطه خود را از سر گرفت. در آوریل ۲۰۲۰ جیجی حدید جشن تولد خود را به همراه خواهرش بلا و مادرش یولاندا حدید جشن گرفت و چند روز پس از آن خبرهایی مبنی بر بارداری او منتشر شد. او مدتی بعد در مصاحبه‌ای با جیمی فالون این موضوع را تأیید کرد. فرزند او خای/کای در سپتامبر ۲۰۲۰ زاده شد.

## خیزش ۱۴۰۱ ایران
جیجی حدید در اکتبر ۲۰۲۲ با انتشار پستی در اینستاگرام خود در رابطه با خیزش ۱۴۰۱ ایران در پشتیبانی از مردم ایران نوشت: «خطاب به دختران، زنان، و مبارزان راه آزادی در ایران: ما شما را می‌بینیم. ما از هراس شما آگاهیم. ما پشت شما هستیم. شهامتی بسیار!!! شما سزاوار هستید که هر آنگونه که می‌خواهید، خود را ابراز کنید. ارسال قدرت».